# Caroline Lufkin
Caroline Lufkin (jap. キャロライン・ラフキン Kyarorain Rafukin), ps. Caroline (ur. 9 stycznia 1981 w Okinawie) – japońska piosenkarka. 
Jej matka jest Japonką, a ojciec Amerykaninem. Jej siostra, Olivia Lufkin, również jest piosenkarką. Ma również brata Jeffa.
Jest członkiem post rockowego zespołu Mice Parade.

## Dyskografia

### Albumy
- 2006: Murmurs

### Utwory
- 2005: Where's My Love?
- 2006: Sunrise